# Sportsko Društvo Crvena zvezda
Lo Sportsko Društvo Crvena zvezda ("Società sportiva Stella rossa"; abbreviato in S.D. Crvena zvezda) è una società polisportiva di Belgrado.

## Storia
Fondata il 4 marzo 1945, comprende oltre 25 discipline sportive.

## Sezioni sportive
| Sport                   | Nome                                                             | Fondazione |
| ----------------------- | ---------------------------------------------------------------- | ---------- |
| Calcio                  | Fudbalski klub Crvena zvezda (uomini) ŽFK Crvena zvezda (donne)  | 1945 2011  |
| Pallacanestro           | Košarkaški klub Crvena zvezda (uomini) ŽKK Crvena zvezda (donne) | 1945       |
| Atletica leggera        | Atletski klub Crvena zvezda                                      | 1945       |
| Pallavolo               | Odbojkaški klub Crvena zvezda (uomini) ŽOK Crvena zvezda (donne) | 1945 1946  |
| Hockey su ghiaccio      | Klizačko Hokejaški klub Crvena zvezda                            | 1945       |
| Pallamano               | Rukometni klub Crvena zvezda                                     | 1948       |
| Canottaggio             | Veslački klub Crvena zvezda                                      | 1945       |
| Scherma                 | Mačevalački klub Crvena zvezda                                   | 1945       |
| Tennistavolo            | Stonoteniski klub Crvena zvezda                                  | 1945       |
| Tennis                  | Teniski klub Crvena zvezda                                       | 1946       |
| Nuoto                   | Plivački klub Crvena zvezda                                      | 1946       |
| Sci                     | Skijaški klub Crvena zvezda                                      | 1946       |
| Pattinaggio su ghiaccio | Klizački klub Crvena zvezda                                      | 1946       |
| Automobilismo           | Automobilski klub Crvena zvezda                                  | 1946       |
| Ciclismo                | Biciklistički klub Crvena zvezda                                 | 1947       |
| Pugilato                | Boks klub Crvena zvezda                                          | 1947       |
| Bowling                 | Kuglaški klub Crvena zvezda                                      | 1953       |
| Bowls                   | Boćarski klub Crvena zvezda                                      | 1953       |
| Judo                    | Džudo klub Crvena zvezda                                         | 1955       |
| Pallanuoto              | Vaterpolo klub Crvena zvezda                                     | 1968       |
| Karate                  | Karate klub Crvena zvezda                                        | 1972       |
| Tiro a segno            | Streljački klub Crvena zvezda                                    | 1980       |
| Rugby a 15              | Beogradski ragbi klub Crvena zvezda                              | 1982       |
| Taekwondo               | Tekvondo klub Crvena zvezda                                      | 1994       |
| Bridge                  | Bridž klub Crvena zvezda                                         | 1995       |
| Rugby a 13              | Ragbi XIII klub Crvena zvezda                                    | 2007       |